# 諾福克鎮區 (明尼蘇達州倫維爾縣)
諾福克鎮區（英語：Norfolk Township）是位於美國明尼蘇達州倫維爾縣的一個行政鎮區。

## 歷史
諾福克鎮區於1869年成立，原名為霍爾頓鎮區（Houlton Township），1871年更名為馬斯納鎮區（Marschner Township），1874年改為現稱。

## 地方資料
諾福克鎮區的面積為92.41平方千米，皆為陸地。根據2020年美國人口普查的數據，當地共有人口149人，而人口密度為每平方千米1.61人。